# Opuntia orbiculata
Opuntia orbiculata là một loài thực vật có hoa trong họ Cactaceae. Loài này được Salm-Dyck ex Pfeiff. mô tả khoa học đầu tiên năm 1837.